# Nigel Rogers
Nigel David Rogers (* 21. März 1935 in Wellington, Shropshire, England; † 19. Januar 2022) war ein britischer Opernsänger (Tenor), Dirigent und Gesangspädagoge.

## Leben
Von 1953 bis 1956 war er Choral Scholar am King’s College in Cambridge bei Boris Ord. Er erhielt 1956 den Bachelor of Arts und beendete seine dortigen Studien 1960 mit dem Master of Arts. Zu seinen Lehrern zählte von 1959 bis 1964 auch der Bariton Gerhard Hüsch von der Hochschule für Musik in München.
In der Anfangszeit seiner Laufbahn als Sänger widmete er sich der frühen Musik und war 1960 Gründungsmitglied des Studios der frühen Musik. Ab 1964 machte er sich auch einen Namen als Barock-Interpret. Sein Operndebüt gab er 1969 in Amsterdam.
Seit Anfang der 1970er Jahre lehrte er als Gesangsdozent an der Schola Cantorum in Basel. Von 1978 bis zu seiner Emeritierung im Jahr 2000 unterrichtete er am Royal College of Music in London Gesang. Ab 1980 war er Ehrenmitglied des Royal College of Music. 1979 gründete er das Vokalensemble Chiaroscuro für die Aufführung italienischer Musik. 1985 debütierte er als Dirigent.
Rogers spielte viele Aufnahmen ein, die sich von Guillaume de Machaut bis zu Franz Schubert erstrecken. Er widmete sich besonders den Kompositionen von Claudio Monteverdi. Rogers verfasste auch wissenschaftliche Veröffentlichungen und schrieb für Zeitschriften.